# كوزتبه (أديامان)
كوزتبه (بالتركية: Göztepe)‏ هي قرية تتبع إداريّاً لمديرية أديامان في محافظة أديامان التركية الواقعة في جنوب شرق الأناضول. وبلغ عدد سكانها 127 نسمة في عام 2021.